# 아와지초역
아와지초역(일본어: 淡路町駅, あわじちょうえき)은 일본 도쿄도 지요다구에 있는 철도역이다.

## 이용 가능 철도 노선
- 도쿄 메트로
  - ○ 마루노우치 선

연결통로가 있으며 환승이 가능하다.
- 도쿄 도 교통국
  - ○ 도영 지하철 신주쿠 선 오가와마치역
- 도쿄 메트로
  - ○ 지요다 선 신오차노미즈 역

## 역 구조
상대식 승강장 2면 2선의 지하역. 다른 역에 비하여 승강장의 유효 길이가 길고 이케부쿠로 방면 승강장의 오테마치 방향에는 출입할 수 있지 않게 울타리가 설치되어 있는 구조이다.
그런데 오차노미즈 ~ 신오차노미즈 ~ 오가와마치 간이 막장환승이잖아!!! 망했다. 오토노키자카 고등학교가 이 곳에 가깝다는 카더라가 있다.
오기쿠보 방면 승강장은 플랫폼의 끝에 화장실이 있기 때문에 울타리가 설치되지 않았다.
| 1 | ○ 마루노우치 선 | 긴자・신주쿠・오기쿠보・나카노후지미초 방면 |
| 2 | ○ 마루노우치 선 | 고라쿠엔・이케부쿠로 방면                   |

## 역세권 정보
- 간다역
- 간다 경찰서
- 간다 사쿠라관
- 간다 우체국
- 도쿄 전기 대학(공학부・미래과학부)
- 국도 제17호선
- 간다 천
  - 만세이바시
- 아키하바라
- 와 테라스
- 하쿠센샤

## 역사
- 1956년 3월 20일: 영업 개시.

## 인접역
| 도쿄 메트로 마루노우치 선  | 도쿄 메트로 마루노우치 선 | 도쿄 메트로 마루노우치 선      |
| -------------------------- | ------------------------- | ------------------------------ |
| M18 오테마치 오기쿠보 방면 | 마루노우치 선             | M20 오차노미즈 이케부쿠로 방면 |